# فدراسیون جهانی جامعه‌های حقوق بشر

فدراسیون جهانی جامعه‌های حقوق بشر

فدراسیون بین‌المللی حقوق بشر (به فرانسوی: Fédération internationale des ligues des droits de l'homme; FIDH) یک سازمان غیردمدنی، غیردولتی و ناسودبر برای سازمان‌های حقوق بشری است. FIDH در سال ۱۹۲۲ تأسیس شده و سومین سازمان بین‌المللی حقوق بشر پس از بین‌الملل ضد برده‌داری و صندوق نجات کودکان است. از سال ۲۰۱۶، این سازمان از ۱۸۴ عضو در بیش از ۱۰۰ کشور تشکیل شده‌است.
این فدراسیون بین‌المللی غیر حزبی، غیر فرقه‌ای و غیردولتی است. وظیفه اصلی آن ترویج احترام به کلیه حقوق مندرج در اعلامیه جهانی حقوق بشر، میثاق بین‌المللی حقوق مدنی و سیاسی و میثاق بین‌المللی حقوق اقتصادی، اجتماعی و فرهنگی است.
FIDH همکاری با سازمان‌های بین دولتی را هماهنگ و پشتیبانی می‌کند.

## بررسی اجمالی
فدراسیون بین‌المللی حقوق بشر در سال ۱۹۲۲ تأسیس شد. اکنون فدراسیونی متشکل از ۱۷۸ سازمان حقوق بشر در نزدیک به ۱۰۰ کشور جهان است. FIDH فعالیت‌های سازمان‌های عضو خود را در سطوح محلی، منطقه‌ای و بین‌المللی هماهنگ و پشتیبانی می‌کند. FIDH به هیچ حزب یا مذهبی مرتبط نیست و مستقل است. همچنین در سازمان ملل متحد، یونسکو و شورای اروپا مقام مشورتی دارد و در کمیسیون آفریقایی حقوق بشر، سازمان بین‌المللی فرانکفونی و سازمان بین‌المللی کار نیز وضعیت ناظر دارد.
علاوه بر این، FIDH با اتحادیه اروپا، سازمان امنیت و همکاری اروپا (OSCE)، سازمان کشورهای آمریکایی، برنامه برنامه عمران ملل متحد، سازمان تجارت جهانی، صندوق بین‌المللی پول، بانک جهانی و سازمان همکاری و توسعه اقتصادی «ارتباط منظم» همکاری و توسعه دارد.
مأموریت FIDH «کمک به احترام به تمام حقوق تعریف شده در اعلامیه جهانی حقوق بشر است.» هدف آن ایجاد «پیشرفت‌های مؤثر در حمایت از قربانیان، پیشگیری از نقض حقوق بشر و مجازات مرتکبان آن» است. اولویت‌های سازمان، توسط کنگره جهانی و هیئت بین‌المللی آن که ۲۲ عضو دارد و با حمایت دبیرخانه بین‌المللی آن که ۴۵ کارمند دارد، تعیین می‌شود.